# Midfield (Alabama)
Midfield város az USA Alabama államában, Jefferson megyében. Lakosainak száma 5211 fő (2020. április 1.).

## Népesség
A település népességének változása:
| Lakosok száma | 5365 | 5284 | 5211 |
|               | 2010 | 2013 | 2020 |